# Morărești (gmina Ciuruleasa)
Morărești – wieś w Rumunii, w okręgu Alba, w gminie Ciuruleasa. W 2011 roku liczyła 112 mieszkańców.